# Julius Schubring (Altphilologe)

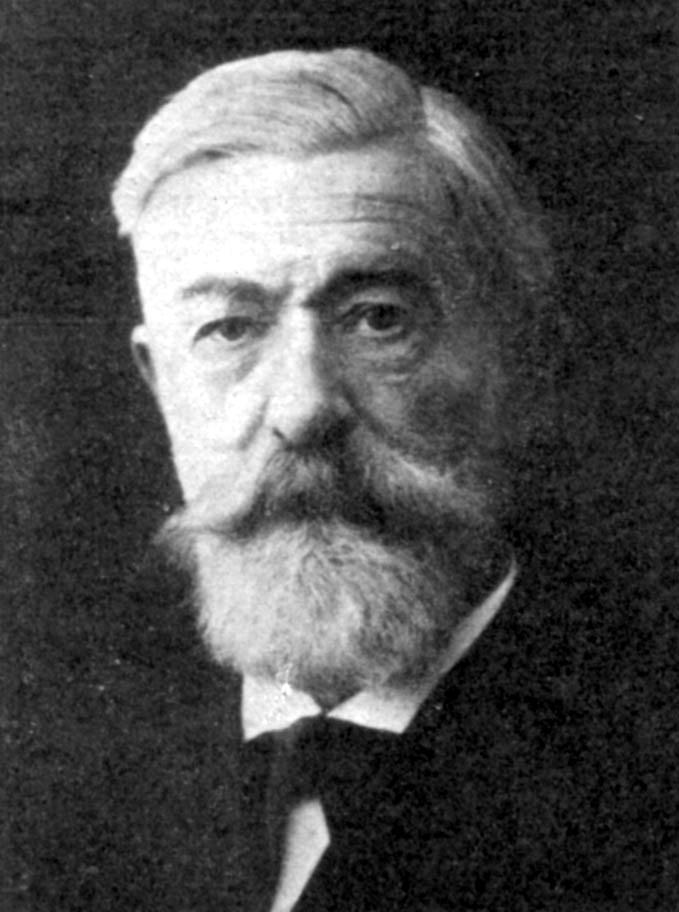
Photo von Julius Schubring

Johannes Julius Schubring (* 28. März 1839 in Dessau; † 5. Juni 1914 in Lübeck) war ein deutscher Klassischer Philologe und Pädagoge.

## Leben

### Herkunft
Julius war der Sohn von Julius Schubring. Dieser war Pfarrer an der Johanniskirche und ab 1870 auch deren Konsistorialrat.
Sein Vater war ein Freund Felix Mendelssohn Bartholdys und verfasste die Libretti zu seinen Oratorien „Paulus“ und „Elias“.

### Laufbahn
Nach bestandenem Maturiatsexamen am Gymnasium in Dessau besuchte er noch ein Jahr die Prima am Katharineum zu Lübeck.
Nach dem Studium der klassischen Philologie nebst den verwandten Fächern der Altertumswissenschaft an den Universitäten von Erlangen, Bonn und Göttingen. In Göttingen wurde er Mitglied im Göttinger Wingolf. 1861/62 machte er das Dessauer Theologische Staatsexamen. Im Frühjahr 1862 erschien seine Abhandlung De Cypselo Corinthionen Tyranno und er ging auf Reisen.
In Messina nahm er im Hause des ehemaligen Konsuls Julius Ewald Jäger eine Erzieherstelle an und blieb drei Jahre. 

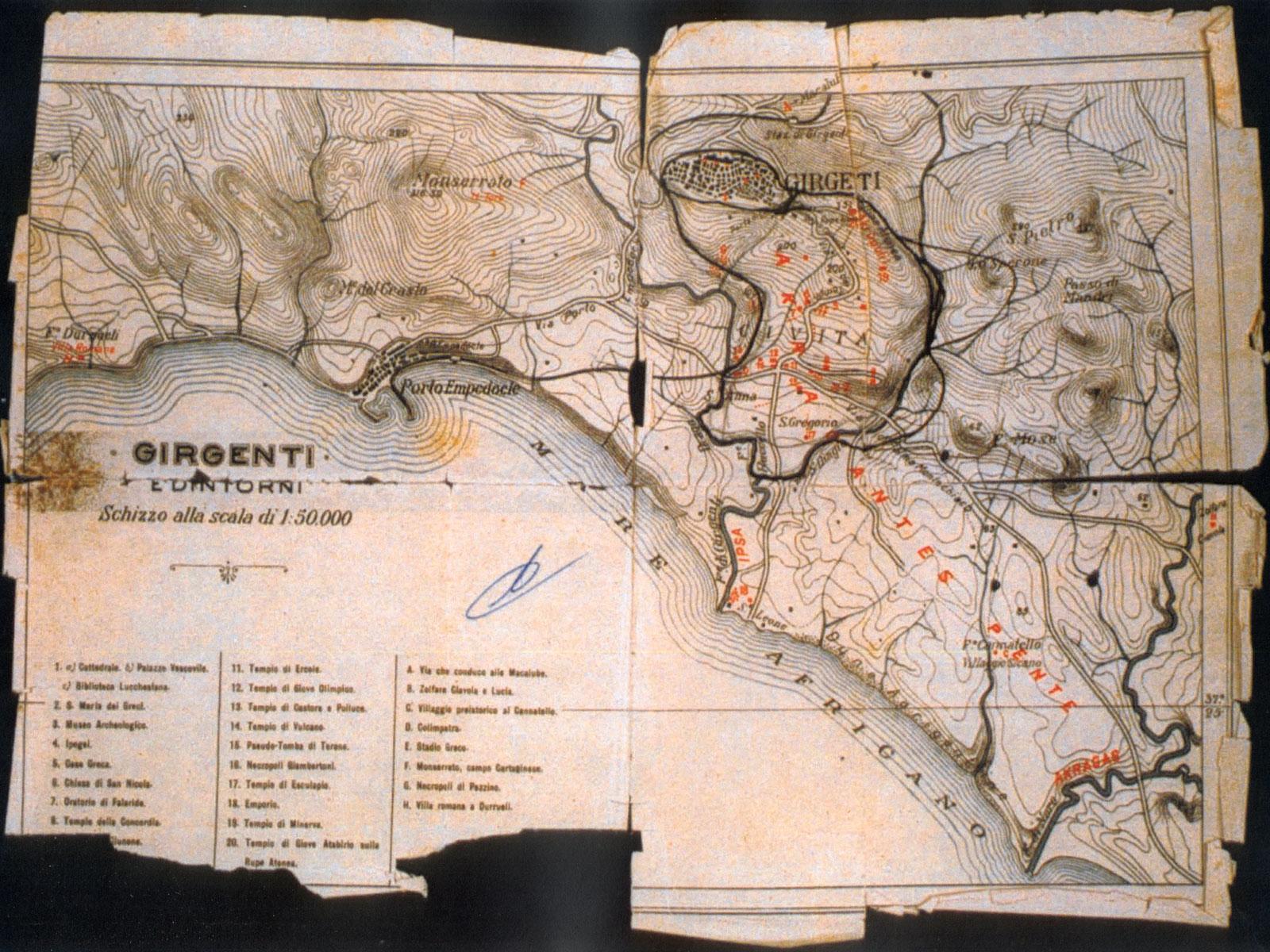
Schubrings Karte von Agrigent

Aufgrund der Vermittlung durch Ernst Curtius erhielt Schubring ein Stipendium für eine Reise nach Italien und Sizilien in den Jahren 1865 und 1866. Mit Autorisation der Königlich-Preußischen Akademie der Wissenschaften in Berlin verbrachte er 18 Monate in Sizilien und den Hauptstädten des italienischen Festlandes. Er führte keine Ausgrabungen durch, beschrieb aber ausführlich die an der Oberfläche sichtbaren Reste der antiken Stätten und ihre Lage im Gesamtzusammenhang, fertigte Planskizzen an und versuchte, die Objekte aufgrund antiker Überlieferungen zu deuten. Solche historischen Topographien schrieb er über Agrigent, Gela, Akrai, Megara, Kamarina und Mozia.
Nach kurzem Aufenthalt im elterlichen Hause verbrachte er sein pädagogisches Probejahr an dem Königlichen Wilhelms-Gymnasium in Berlin.
Per Dekret des Lübecker Senats wurde Schubring am 16. März 1868 als 7. und am 15. Juni 1870 zum 6. Oberlehrer am Katharineum eingestellt. Die Accademia Gioenia in Catania ernannte ihn zu ihrem Ehrenmitglied.
Zu Ostern 1872 wurde Schubring als Oberlehrer an das Wilhelms-Gymnasium nach Berlin berufen. Er führte von Beginn an ununterbrochen das Ordinariat einer Obersekunda und unterrichtete außerdem an den beiden Primen. Direktor Otto Kübler übertrug ihm ab Ostern 1877 zusätzlich die obere Leitung des Gesangsunterrichts und die Erteilung desselben in der ersten Abteilung. 
Das Berliner Tageblatt vermeldete 1877, dass Schubring zur Wahl für die Stelle eines Direktors am neu gegründeten Königstädtische Gymnasium stünde. Sein Mitbewerber Ludwig Bellermann, Oberlehrer am Gymnasium zum Grauen Kloster, wurde jedoch anstatt seiner erwählt.
Als Nachfolger von Friedrich Breier wurde Schubring im Sommer 1880 Direktor des lübeckischen Katharineums. Mit Adolf Holm unterrichtete hier bereits ein weiterer Sizilien-Kenner. Am Montag, den 11. Oktober wurde er durch den Präses der Schuldeputation, Arthur Gustav Kulenkamp, eingeführt. Im Anschluss daran wurden ihm die neuen Klassenräume im fertiggestellten Neubau übergeben. An Stelle des verstorbenen Breiers erwählte ihn der Senat zum Mitglied des Oberschulkollegiums.
Wegen der beständig wachsenden Anzahl der Schüler hatte Breier bereits eine Erweiterung des Katharineums durchgesetzt. Die neuen Klassenräume erwiesen sich jedoch bald als zu klein. Um der Schüleranzahl gerecht werden zu können, mussten viele Klassen geteilt und jährlich ein bis zwei neue Oberlehrer eingestellt werden. Schubring förderte die Verbesserung der Lehrergehälter. Die Lehrerschaft hatte sich, als er in den Ruhestand ging, mehr als verdoppelt. Nach dem neuen nördlichen Flügel wurden 1892 die Mitte und südlichen Teile an die Schule angeschlossen. Mit dem südlichen Teil erhielt das Katharineum seine Aula.
Auf dem Schulfest 1882 wurde erstmals der bis heute durchgeführte Primaner-Fünfkampf nach dem Vorbild des griechischen Pentathlon ausgetragen. Klassenausflüge wurden nun auch unter der Leitung anderer Lehrer als jener aus dem naturwissenschaftlichem Fache unternommen. Als erster Schulleiter in Deutschland führte Schubring 1883 die Unterrichtsstunde à 45 Minuten ein. Berliner Blättern zufolge wurde er auch für die erledigte Stelle eines Gymnasialdirektors in Berlin in die engere Wahl genommen. Er teilte jedoch mit, dass er, eine auf ihn entfallende Wahl, anzunehmen ablehnen werde. Von den alten Schriftstellern pflegte er besonders die Griechen. Seine Homer und Sophokles-Interpretationen waren musterhaft.
Er bewährte sich auch als Dirigent. In den sogenannten Opernabenden, die abwechselnd in den Wohnungen der Mitwirkenden stattfanden, leitete er am Klavier die Übungen. Ein sich in den 1880ern bildender Dilettanten-Orchester-Verein berief ihn als Dirigent an seine Spitze.
Der Senat hat Herrn Schubring auf sein Ersuchen hin zum 1. April 1904 in den Ruhestand versetzt. Sein Nachfolger wurde mit Christian Reuter der bisherige Direktor des Königlichen Gymnasiums in Demmin. Am Abend des 24. März 1904 hielten die Schüler zu Ehren ihres scheidenden Direktors einen Fackelzug ab.
Zur Feier seines 50. Jahrestages seines Doktorentitels wurde Schubring am 1. März 1912 von Vertretern der Göttinger Universität eine Neuanfertigung seiner Promotionsurkunde überreicht.
Nach längerem Siechen verstarb Schubring 1914.

### Familie
Schubring war verheiratet mit Anna, geb. Nagel. Aus der Ehe gingen drei Töchter und ein Sohn hervor. Zum Zeitpunkt seines Todes war Sophie (1870– ) mit dem Oberlandesgerichtsrat Wilhelm Mann, Helene mit dem Regierungsrat Carl Plessing und Frida (1875– ) mit dem Musikverleger Robert Lienau verheiratet. Sein Sohn, Walther Schubring, war ein bekannter Indologe und arbeitete an der Preußischen Staatsbibliothek in Berlin. Zum Zeitpunkt seines Todes hatte er bereits dreizehn Enkel.

## Trivia
Nach dem Tode des Senators Mann am 13. Oktober 1891 wurde Konsul Fehling und der Weinhändler Tesdorf zum Vormund seiner fünf hinterlassenen Kinder bestellt.
Thomas Mann war zu diesem Zeitpunkt 16 Jahre alt. In seinem Roman Die Buddenbrooks, wofür er später den Nobelpreis erhalten sollte, begegnen wir Julius Schubring als Direktor Prof. Wulicke.
Als Direktor der von Hanno besuchten »Alten Schule«, ist er »ein furchtbarer Mann« (XI, 2.,796). Er war sehr lang, mit spitzem Bauch, viel zu kurzen Beinkleidern und schmutzigen Manschetten (795); ein Preuße und seit 1871 Nachfolger des bis dahin amtierenden »menschenfreundlichen alten Herrn« (796). Wulicke vertritt die Neue Zeit im Neuen Reich und fordert Kadavergehorsam von seinen »zitternden Kreaturen« (797). Der Direktor greift in den Unterricht des völlig hilflosen Kandidaten Modersohn ein (816 f.), dabei bekommt auch Hanno Buddenbrook den entscheidenden Tadel im Klassenbuch.

## Schriften
- Sepolcri della Sicilia, in: Bulletino dell'Istituto 1864, S. 257–260.
- Umwanderung des Megarischen Meerbusens in Sicilien, in: Zeitschrift für allgemeine Erdkunde NF 17, 1864, S. 434–464.
- Achradina: ein Beitrag zur Stadtgeschichte von Syrakus, in: Rheinisches Museum für Philologie N.F. 20, 1865, S. 15–63.
- Über das neu ausgegrabene römische Gebäude in der campagna Bufardeci zu Syrakus, in: Monatsberichte der Königlich Preußischen Akademie der Wissenschaften zu Berlin 1865, S. 362–372.
- Die Bewässerung von Syrakus, in: Philologus 22, 1865, S. 577–638.
- Die Topographie der Stadt Selinus, in: Nachrichten von der Königl. Gesellschaft der Wissenschaften und der Georg-Augusts-Universität zu Göttingen aus dem Jahre 1865, S. 401–441.
- Der neu ausgegrabene Tempel in Syrakus, in: Philologus 23, 1866, S. 361–367.
- Motye-Lilybaeum, in: Philologus 24, 1866, S. 49–82.
- Bericht über seine Reisen in Sicilien, in: Monatsberichte der Königlich Preußischen Akademie der Wissenschaften zu Berlin 1866, S. 754–757.
- Akrä-Palazzolo, eine topograph.-archäolog. Skizze, in: Jahrbücher für klassische Philologie, Supplementband 4, 8, 1867, S. 659–672.
- Über Akragas, in: Verhandlungen der XXVII. Philologen-Versammlung 1869, S. 119–132.
- Historische Topographie von Akragas in Sicilien waehrend der klassischen Zeit, Leipzig 1870
- Historische Topographie von Panormus in: Osterprogramm des Catharineums, Lübeck 1870
- Historisch-geographische Studien über Altsicilien. Gela. Phintias. Die südlichen Sikeler, in: Rheinisches Museum für Philologie NF 28, 1873, S. 65–140.
- Kamarina, in: Philologus 32, 1873, S. 490–530.
- Sizilische Studien. Die Landschaft des Menas und Erykes nebst Leontinoi, in: Zeitschrift der Gesellschaft für Erdkunde 9, 1874, S. 365–387.
- Deutscher Sang und Klang. 65 vaterländische und Volkslieder, für gemischten Chor zum Gebrauch an höheren Lehr-Anstalten und in Gesang-Vereinen, Berlin 1878
- Aus Ernst Curtius Kindheit und Schulzeit. Zum 2. September, Als Ms. gedr., Lübeck 1884
- Topografia storica di Agrigento, Turin 1887
- Die Verdienste der Lübeckischen Gesellschaft zur Beförderung gemeinnütziger Thätigkeit um Erziehung und Unterricht: Festschrift zur Feier ihres 100-jährigen Bestehens im Namen des Katharineums überreicht, Lübeck 1889
- Bemerkungen über den Neubau und die Schulbänke, in: Osterprogramm des Catharineums, Lübeck 1892, S. 78–82.
- Deutscher Sang und Klang. 68 vaterländische und Volks-Lieder für gemischten Chor gesetzt von Dr. Jul. Schubring, Prof. zu Lübeck, 5. Auflage, Berlin 1899